# Academisch Ziekenhuis Utrecht
Het Academisch Ziekenhuis Utrecht (afgekort AZU) was een academisch ziekenhuis in Utrecht. Het was een onderdeel van de Universiteit Utrecht en ging in 1999 op in het Universitair Medisch Centrum Utrecht.

## Geschiedenis
Het AZU werd in 1817 geopend aan de Lange Jufferstraat. Dit was het tweede academisch ziekenhuis in Nederland, na het Nocosium Academicum in Groningen (1797). Het was een onderdeel van de Universiteit Utrecht. In 1866 werden gronden aangekocht tussen de spoorlijnen van Station Utrecht Centraal naar Arnhem en Tiel en de Catharijnesingel ten behoeve van nieuwbouw. In 1871 vond de opening plaats aan de Catharijnesingel 101.
Tot 1925 heette het Academisch Ziekenhuis Utrecht (AZU), daarna werd er een samenwerkingsverband tussen rijk en de gemeente aangegaan en werd het ziekenhuis Stads- en Academisch Ziekenhuis (SAZU) genoemd.
In 1932 bestond het ziekenhuis uit de volgende gebouwen:
- Het hoofdgebouw, Gebouw I (Catharijnesingel 101), met onder andere het toen vrij nieuwe Röntgenlaboratorium, en met links eraan vast Paviljoen 4.
- Achter dit gebouw, vlak bij de spoorbaan Utrecht-Arnhem, het Infectiepaviljoen (Paviljoen 1).
- Rechts van Gebouw I het Zusterhuis, eveneens aan de singel, met erachter het Economiegebouw.
- Rechts van het Zusterhuis, op de hoek met de Pasteurstraat, het Pathologisch Instituut.
- Achter dit instituut en aan de Justus van Effenstraat het lange Gebouw II, waar Heel- en Verloskunde gevestigd was.
- Aan de Nic. Beetsstraat, voorbij de Hartingstraat, Gebouw III met Neurologie/Psychiatrie.
- Daarachter, met de zijgevel aan de Hartingstraat, het Machinegebouw.
- Op de hoek Justus van Effenstraat/Schroeder van der Kolkstraat de woning van de geneesheer-directeur.
- Aan het eind van de Vaartsestraat rechts was de Polikliniek gevestigd.[3]

Later zag de situatie er als volgt uit:
- Het Hoofdgebouw (gebouw 1 genoemd)
- Polikliniek Vaartsestraat, Dierenlab, Zusterhuis, Nucleaire geneeskunde, Hart/Vaatziekte, Interne geneeskunde (gebouw 2)
- Reanimatie, Keuken/Telefooncentrale/Algemene dienst, Chirurgie (gebouw 5)
- Otologie/Dermatologie (gebouw 4)
- Technische dienst/wasserij en Neurologie/Psychiatrie (gebouw 3)

In 1971 kwam een einde aan de samenwerking en kreeg het ziekenhuis de oude naam AZU terug. In 1989 verhuisde het ziekenhuis naar De Uithof en werd na een fusie in 1999 onderdeel van Universitair Medisch Centrum (UMC) Utrecht.
In de jaren tachtig van de twintigste eeuw werd het te complex en was er geen expansieruimte meer om te bouwen, want de gebouwen Hart en Vaat en Nucleair waren er inmiddels ook bij gekomen. Zodoende verhuisde het geheel in de zomer van 1989 naar een nieuwbouwcomplex op De Uithof aan de Heidelberglaan 100, waar het zich nu nog bevindt. De meeste gebouwen van het oude AZU zijn gesloopt en vervangen door woningen. Enkele gebouwen zijn echter blijven staan, zoals het Zusterhuis en het Hoofdgebouw (beide aan de Catharijnesingel) en de gebouwen Psychiatrie en Neurologie (aan de Nicolaas Beetsstraat 24). Alle zijn omgebouwd tot appartementsgebouwen. Het voormalige hoofdgebouw kreeg de naam Enghlenschild.
In 1999 fuseerde het AZU met het Wilhelmina Kinderziekenhuis en de medische faculteit van de Universiteit Utrecht tot Universitair Medisch Centrum Utrecht (UMC Utrecht).
Aan de Israëlslaan was vanaf 1973 het opleidingsinstituut voor verpleegkunde van het Academisch Ziekenhuis Utrecht en het Wilhelmina Kinderziekenhuis. Voordat men naar de Israëlslaan verhuisde werd er lesgegeven op het oude AZU-terrein.

## Huisvesting personeel
Het AZU had een zusterhuis aan de Catharijnesingel en in de jaren zeventig voor verplegend personeel diverse flats aan de Rubenslaan en kamers in het voormalige badhuis aan het Willem van Noortplein.

## Tijdslijn
- Voor 1817 is er het gasthuis aan de Lange Jufferstraat
- 1817, het Academisch Ziekenhuis komt daar en vormt een voortzetting van het Catharijnegasthuis
- 1866, gronden aan de Catharijnesingel worden aangekocht voor nieuwbouw en om ruimtegebrek op te lossen
- 1871, opening aan de Catharijnesingel
- 1925, ziekenhuis gaat Stads- en Academisch Ziekenhuis heten
- 1971, einde samenwerkingsverband met rijk en gemeente Utrecht, de naam wordt weer Academisch Ziekenhuis Utrecht
- 1989, het AZU verhuist naar de Uithof
- 1999, fusie AZU met WKZ en MFU en naamsverandering in Universitair Medisch Centrum

## Trivia
- Er is een nauwe samenwerking met het Centraal Militair Hospitaal dat naast het UMC gehuisvest is.
- Prins Willem-Alexander en Prins Johan-Friso zijn in het AZU geboren.[7]

## Fotogalerij

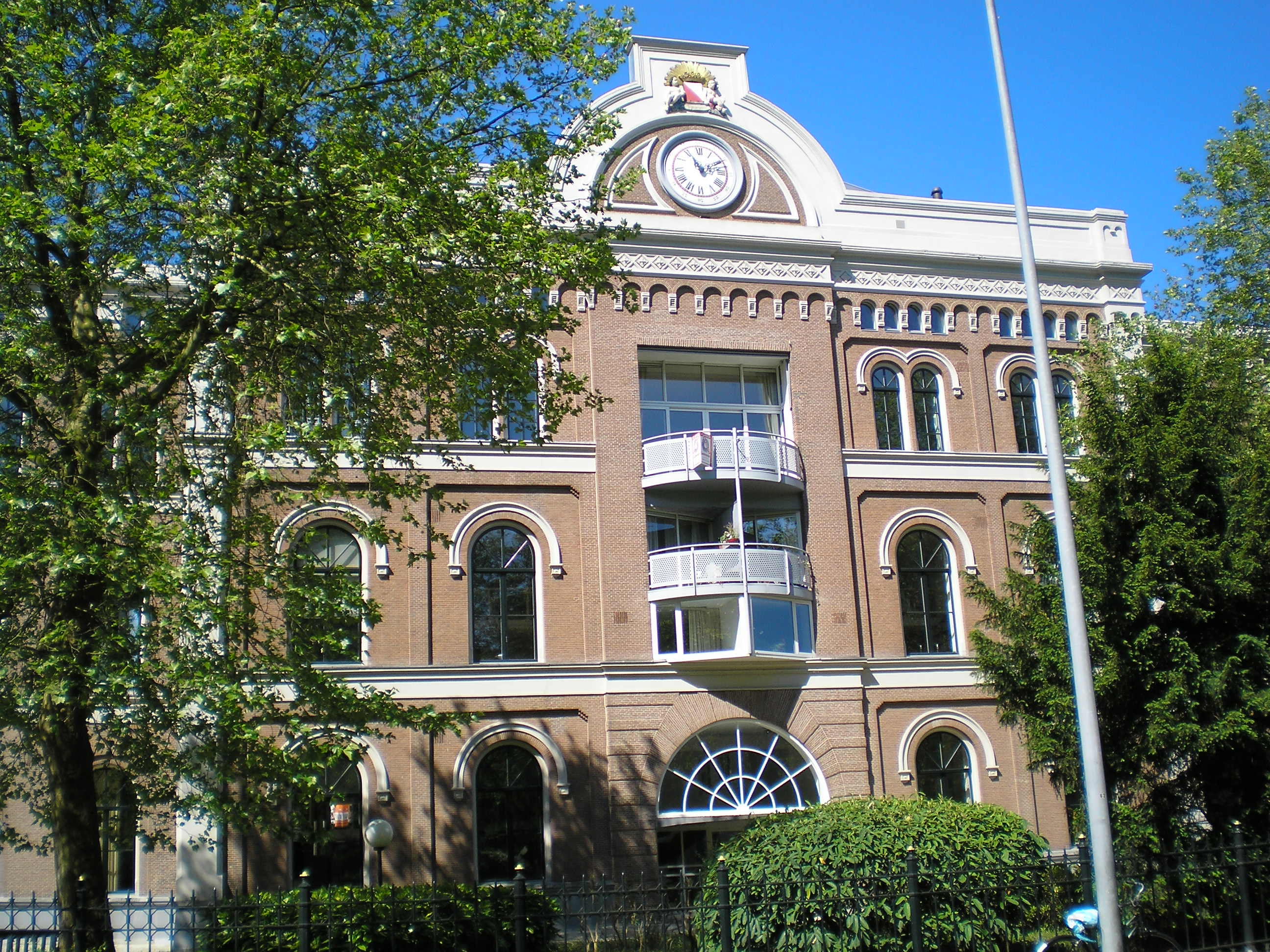
Hoofdgebouw (gebouw 1 genoemd) van het voormalige AZU aan de Catharijnensingel 101
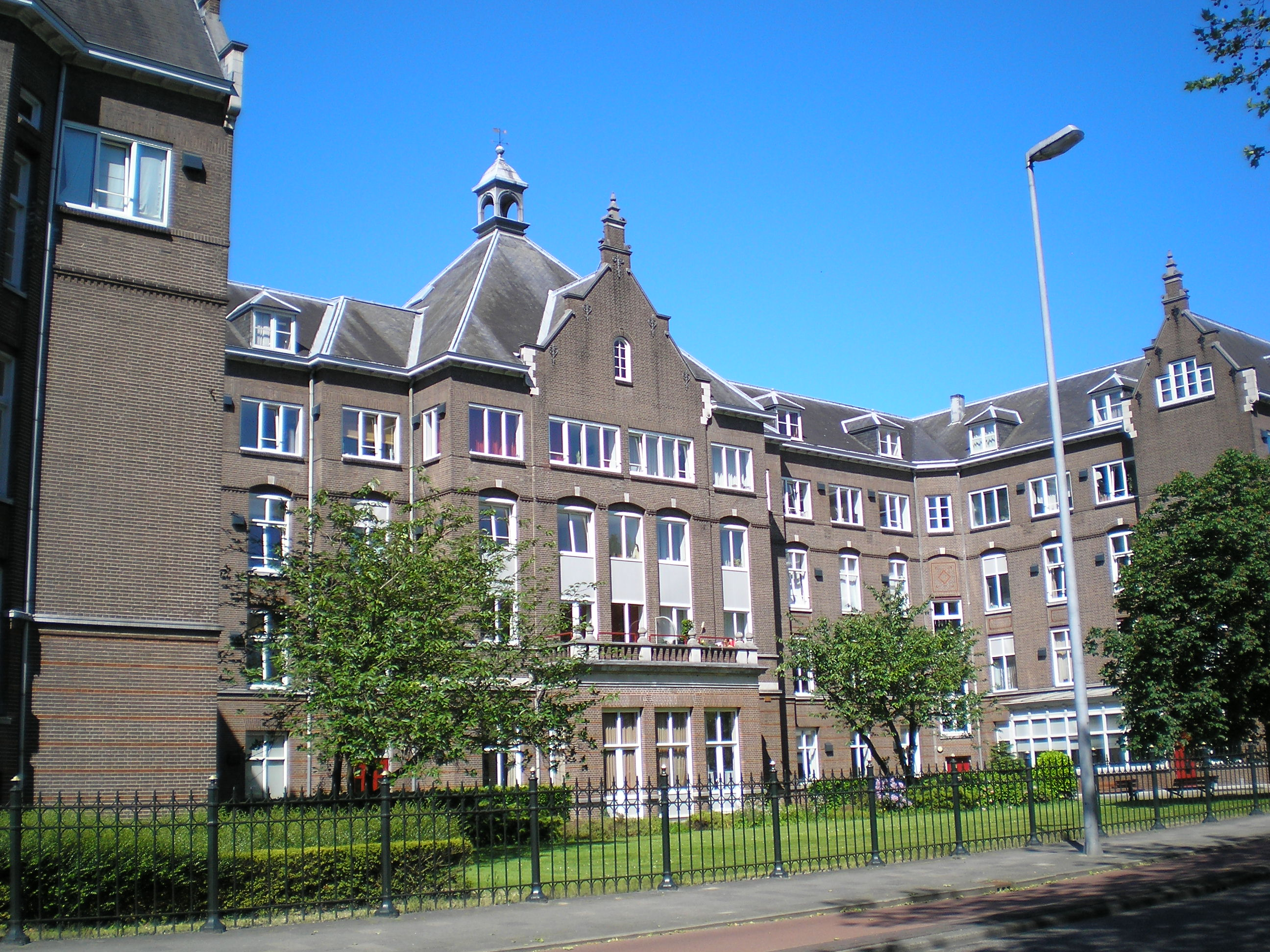
Zusterhuis van het voormalige AZU aan de Catharijnensingel 101
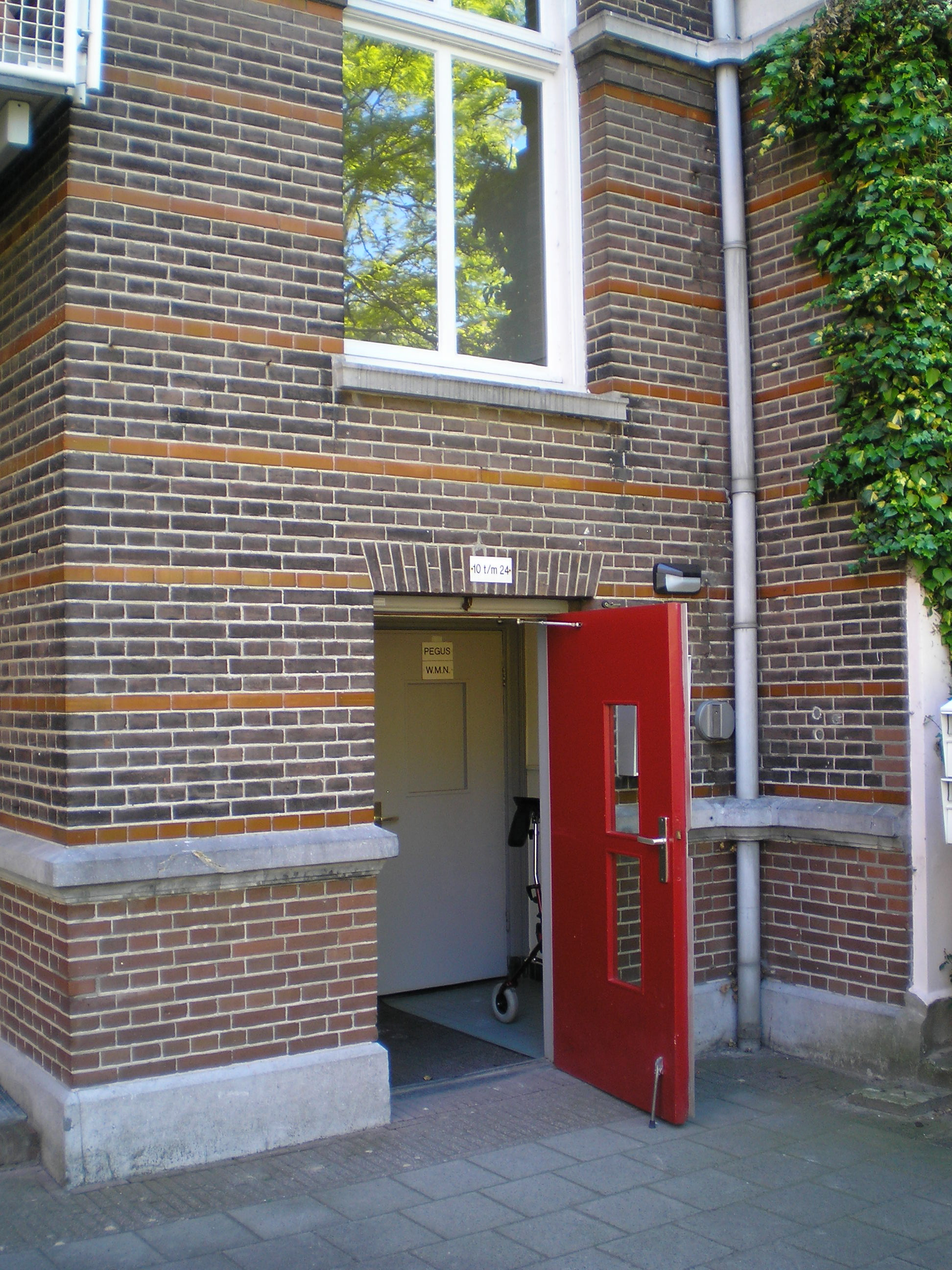
Toegangsdeur tot PTT en computerruimte in het Zusterhuis van het voormalige AZU
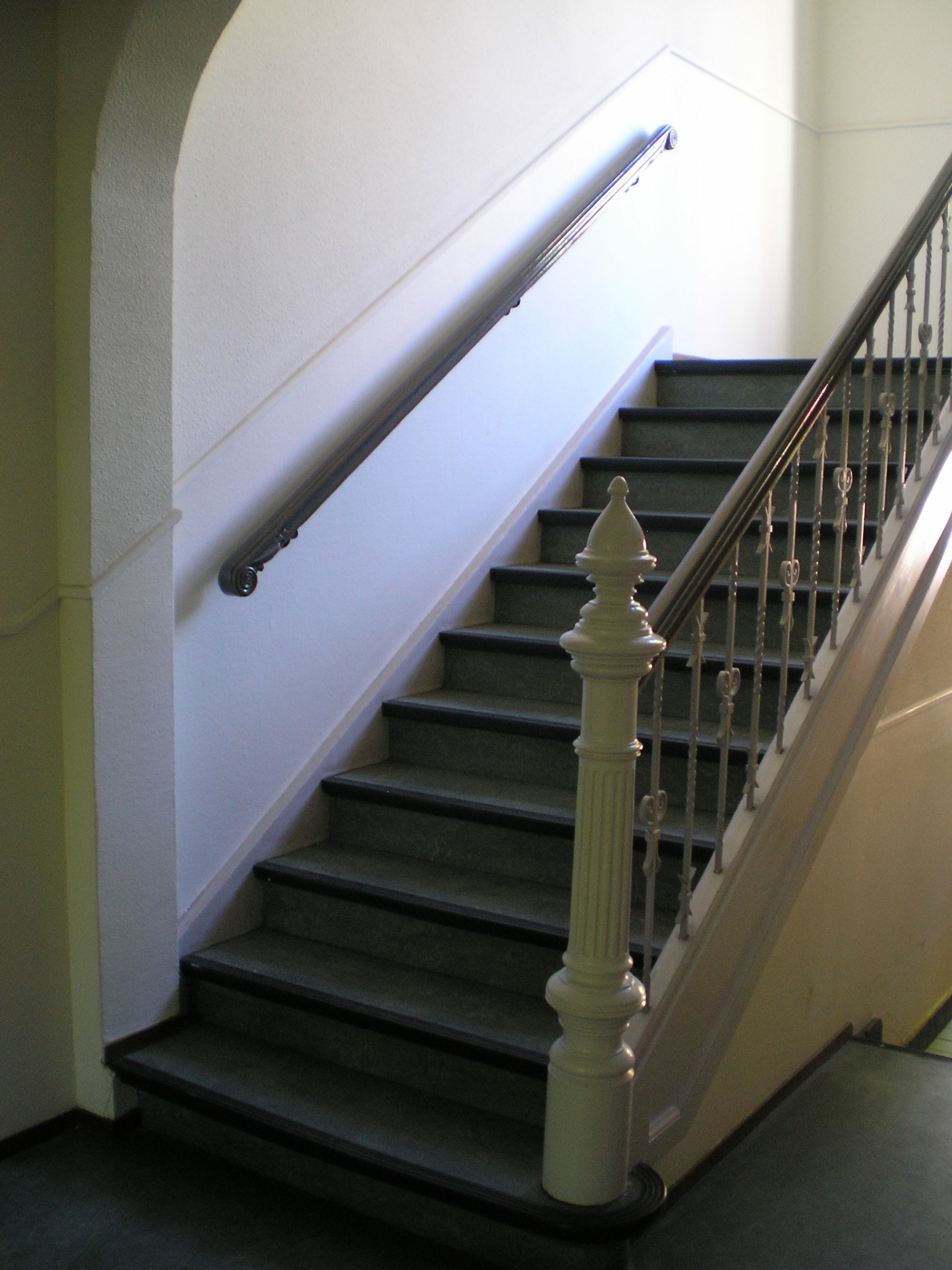
Trappenhuis in het Zusterhuis van het voormalige AZU
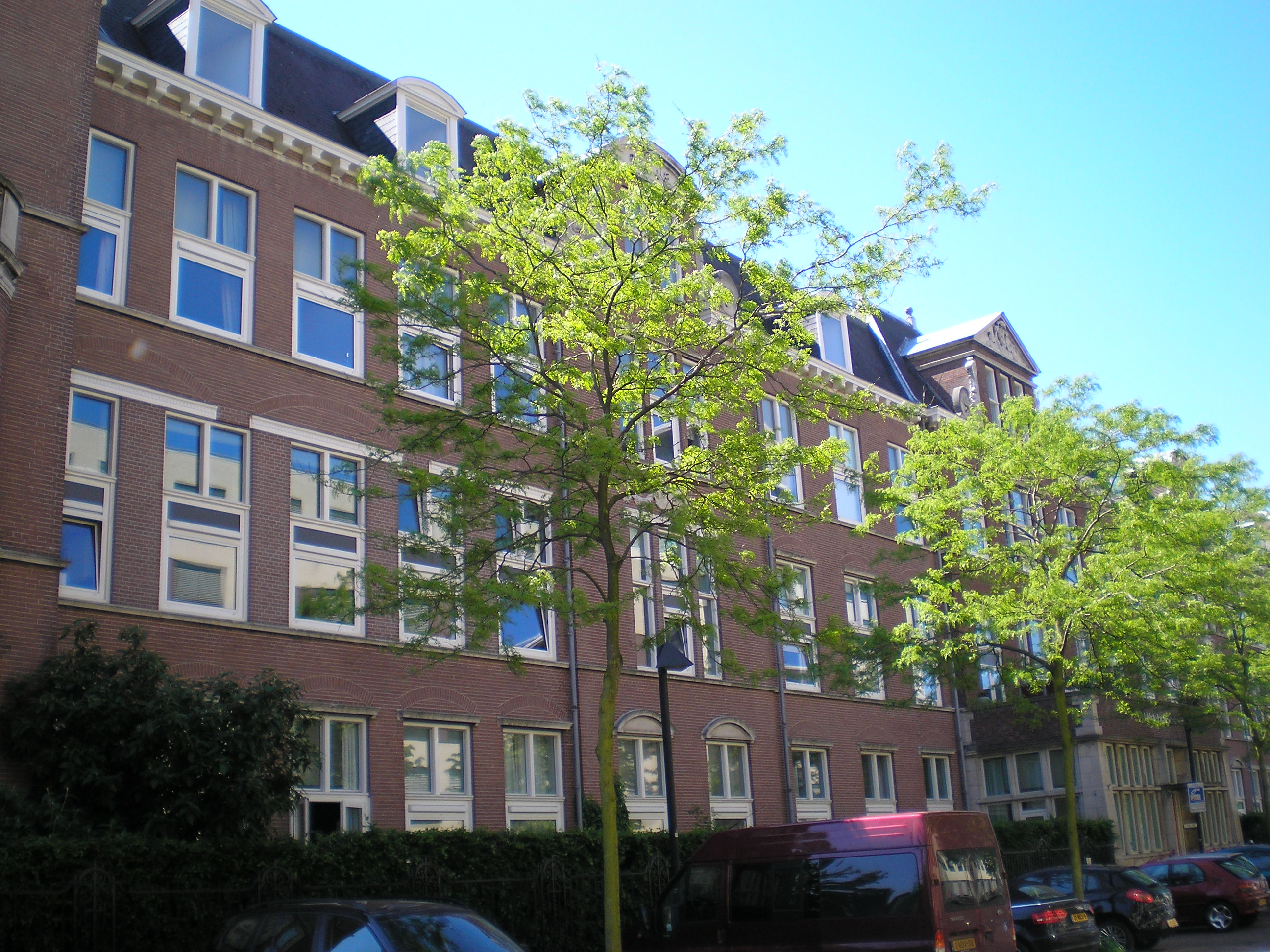
Psychiatrie en Neurologie (gebouw 3 genoemd) van het voormalige AZU aan de Nicolaas Beethstraat 24
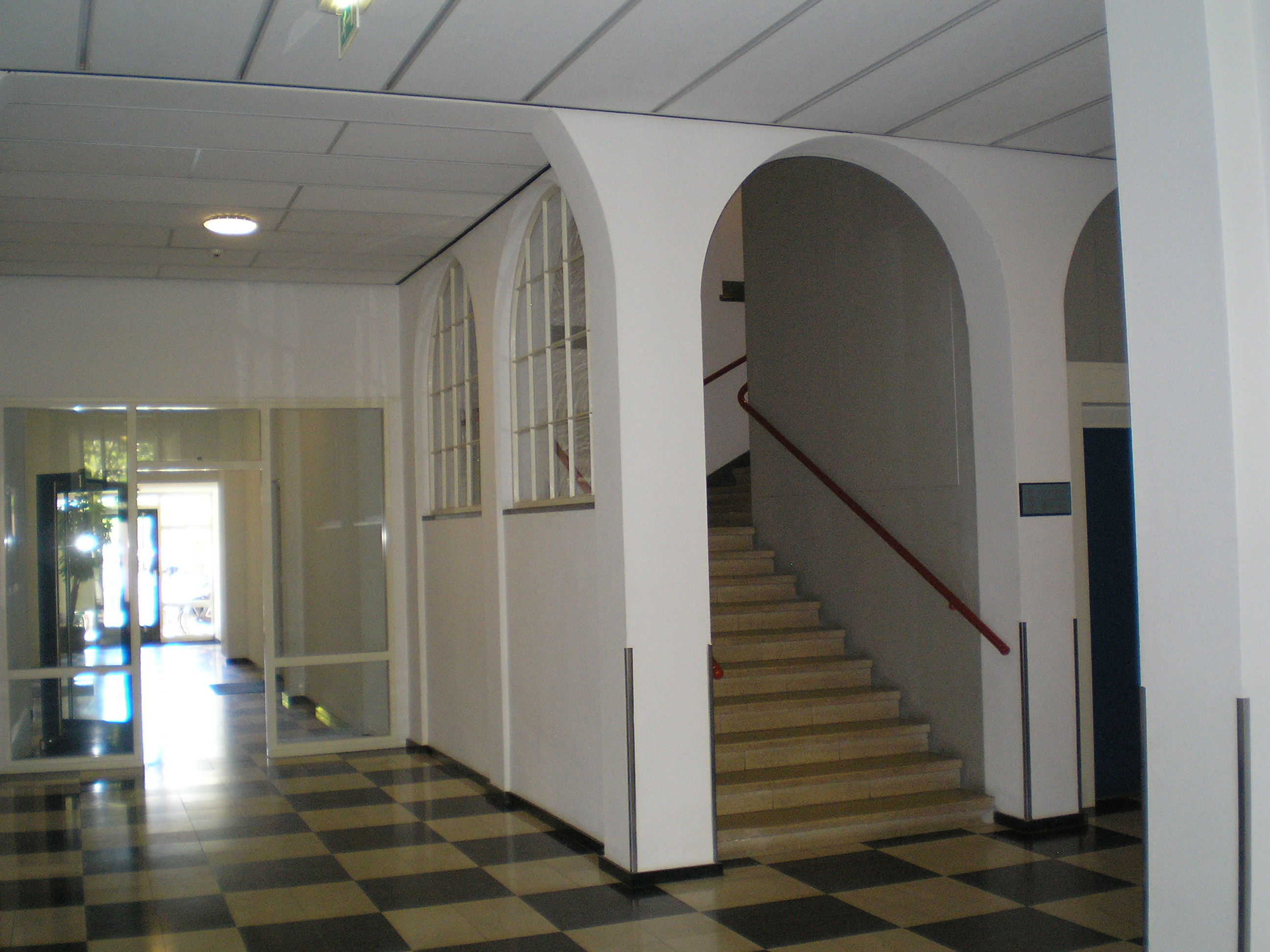
Hal van Psychiatrie en Neurologie (gebouw 3 genoemd) van het voormalige AZU
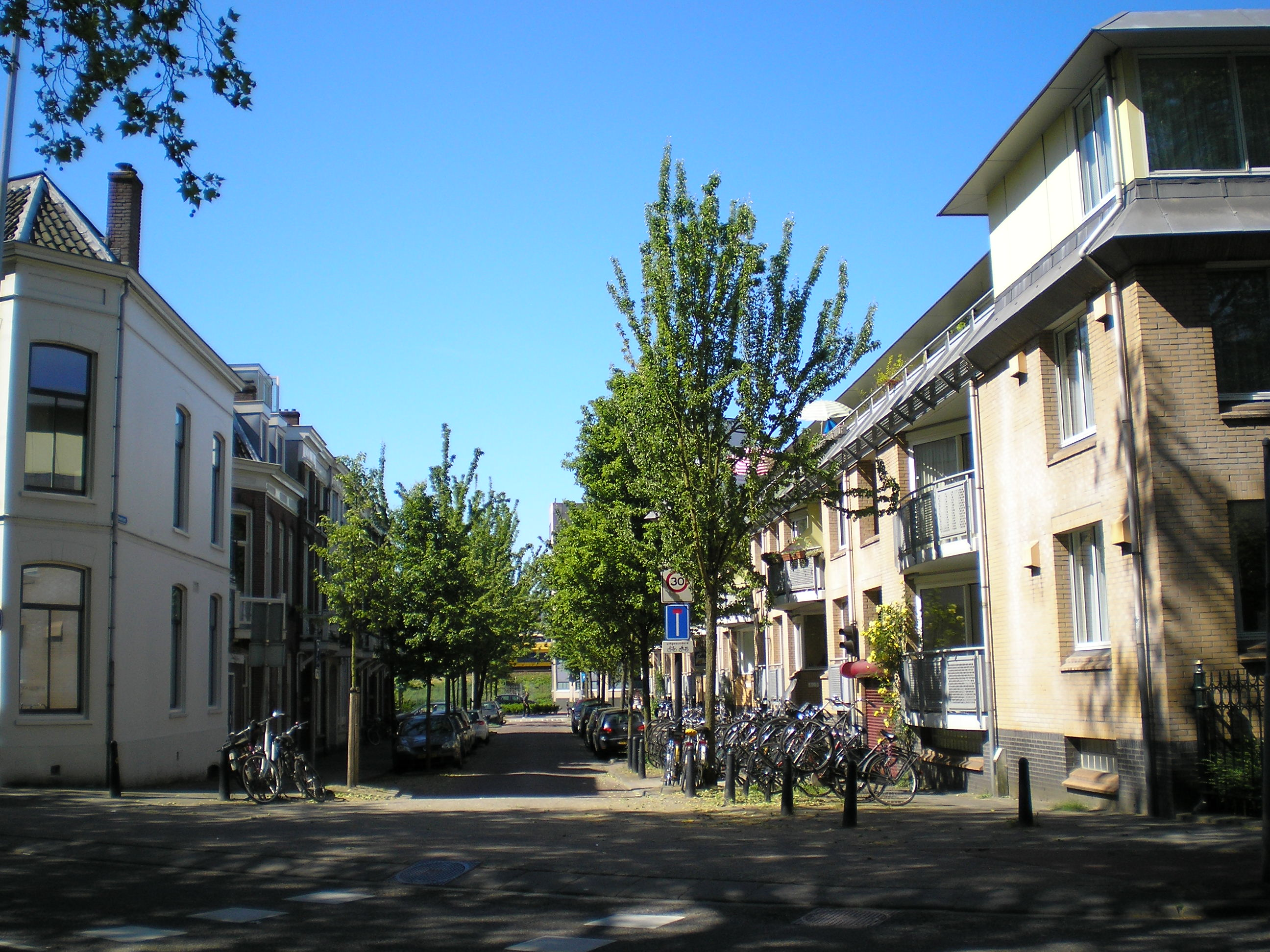
Vaartsestraat met rechts waar de polikliniek van het voormalige AZU zat